# Anna Malova (modella)
Anna Malova, in russo Анна Малова? (Tutaev, 1972), è una modella russa, vincitrice del titolo di Miss Russia 1998.

## Biografia
Nel 1993 era arrivata al secondo posto di Miss Russia. In seguito ha vinto il titolo di Miss Baltic Sea 1994 ed ha gareggiato a Miss Mondo 1994, ma non era riuscita a classificarsi. Nel 1998 vince il titolo di Miss Russia e prende parte a Miss Universo 1998, dove riesce a classificarsi fra le prime dieci classificate.

### Vicende legali
Il 18 maggio 2010, è stata arrestata per droga a New York: aveva infatti rubato le prescrizioni per acquisto di antidolorifici presso il suo medico (lei stessa è un medico in Russia, ma non ha la licenza per lavorare come medico negli Stati Uniti). Nell'aprile 2011 è stata arrestata nuovamente per detenzione di sostanze stupefacenti.